# 2 Days in Paris
2 Days in Paris is een Frans-Duitse film uit 2007 die geschreven, geproduceerd en geregisseerd werd door Julie Delpy. Zij schreef ook de muziek voor de film en speelt de hoofdrol.
In 2012 verscheen het vervolg 2 Days in New York.

## Korte inhoud
Marion is een Frans fotografe die in New York woont, samen met haar neurotische, hypochondrische, kettingrokende en zwaar getatoeëerde Amerikaanse vriend, de interieurarchitect Jack. Na een mislukte reis naar Venetië, die gepland was om hun relatie nieuw leven in te blazen, nemen zij de nachttrein naar Parijs om er Marions kat te gaan halen en besluiten zij twee dagen in Parijs te blijven. Jack leert zo Marion kennen in haar contacten met haar talrijke vroegere minnaars en wordt steeds nerveuzer, omwille van de taalbarrière en de talloze oude vlammen van zijn vriendin, die zij er ontmoeten. Marion worstelt ondertussen met haar eigen onzekerheden over liefde, verhoudingen en haar impulsief karakter.

## Productie
De film werd op locatie in Parijs gedraaid. Filmlocaties waren onder meer het metrostation Pasteur en het graf van Jim Morrison op het kerkhof Père-Lachaise.

## Rolverdeling
- Adam Goldberg ..... Jack
- Julie Delpy ..... Marion
- Daniel Brühl ..... Lukas
- Marie Pillet ..... Anna (Marions moeder)
- Albert Delpy ..... Jeannot (Marions vader)
- Aleksia Landeau ..... Rose (Marions zuster)
- Adan Jodorowsky ..... Mathieu
- Alexandre Nahon ..... Manu
- Vanessa Seward ..... Vanessa
- Thibault De Lussy ..... Gaël

## Distributie
De film ging in première op het Filmfestival van Berlijn. Op 17 mei 2007 kwam hij in de Duitse zalen. Hij werd vertoond op het International Filmfestival van Seattle, het Tremblant Filmfestival in Canada en het festival van Los Angeles, vooraleer in de cinemazalen van Frankrijk en de Verenigde Staten terecht te komen.

## Prijzen en onderscheidingen
Julie Delpy werd genomineerd voor een César voor beste scenario, de Europese Filmprijs voor beste film en de "Independent Spirit Award" voor beste film. De film won de "Coup de Cœur"-prijs op het International Festival van Liefdesfilms in Mons.